# Burg Kuchlov
Die Reste der Burg Kuchlov befinden sich am Südostabfall des Drahaner Berglandes im Okres Vyškov in Tschechien.

## Geographie
Die Reste der Burg liegen zweieinhalb Kilometer östlich des Dorfes Ruprechtov auf einem Sporn rechtsseitig über der Einmündung eines kleinen Baches in die Malá Haná. Gegen Norden befinden sich die mittelalterliche Wüstung Ovčinek und der Truppenübungsplatz Březina, östlich die wüste Burg Stagnov, im Südosten die Talsperre Opatovice und nordwestlich die Wüstung Hamlíkov.

## Geschichte
Nach archäologischen Funden kann die Entstehung der Burg auf die Mitte des 13. Jahrhunderts datiert werden. Es wird angenommen, dass sie eine Gründung der Herren von Čeblovice ist, und zur Herrschaft Hohlenstein gehört hat. Ihr ursprünglicher Name ist unbekannt. Sie entstand wahrscheinlich im Zuge der deutschen Besiedlung des Drahaner Berglandes als Kolonisationszentrum. Da die Burg im Zuge der Aufteilung der Hohlensteiner Besitzungen in der ersten Hälfte des 14. Jahrhunderts nicht genannt ist, wird angenommen, dass sie bereits zu dieser Zeit wüst lag.
Der Name Kuchlov entstand erst im 16. Jahrhundert und leitet sich von dem Waldstück ab, in dem die Reste der Burg liegen. Um die Anlage befand sich eine Vorburg mit fünfeckigen Grundriss und hölzernen Bauten.